# Artère radiale
L'artère radiale est une artère de l'avant-bras.

## Origine
L'artère radiale est une branche terminale de l'artère brachiale. Elle résulte de la bifurcation au niveau du pli du coude de l'artère brachiale en artère ulnaire, interne, et artère radiale, externe.

## Trajet
L'artère radiale descend en dehors dans la partie externe de la loge antébrachiale antérieure. Elle suit le muscle brachio-radial, passe dans la gouttière du pouls puis sur la face dorsale du carpe en contournant son bord externe. Elle traverse le premier espace inter-métacarpien et se termine dans la paume de la main.
Elle s'anastomose avec le rameau palmaire profond de l'artère ulnaire pour former l'arcade palmaire profonde.

## Branches collatérales
Peu après sa naissance, l'artère radiale donne l'artère récurrente radiale qui s'anastomose avec la branche antérieure de l'artère collatérale externe du bras.
Au niveau du bord inférieur du muscle carré pronateur, nait le rameau carpien palmaire de l'artère radiale qui s'anastomose avec le rameau carpien palmaire de l'artère ulnaire.
Sur le bord externe du carpe, nait le rameau palmaire superficiel de l'artère radiale.
Dans la tabatière anatomique nait le rameau carpien dorsal de l'artère radiale qui s'anastomose avec le rameau carpien dorsal de l'artère ulnaire.
Avant sa traversée du premier espace inter-métacarpien nait la première artère métacarpienne dorsale qui se termine par l'artère digitale dorsale du pouce.
Après la traversée de l'espace inter-métacarpien naissent séparément ou d'un tronc commun l'artère principale du pouce et l'artère radiale de l'index.

## Aspects cliniques

### Le pouls radial
La pulsation de ces artères est ressentie sous forme de pouls radial, à la face externe du poignet lorsque la paume de la main est dirigée vers l'avant. C'est l'endroit de prédilection pour apprécier le rythme cardiaque.

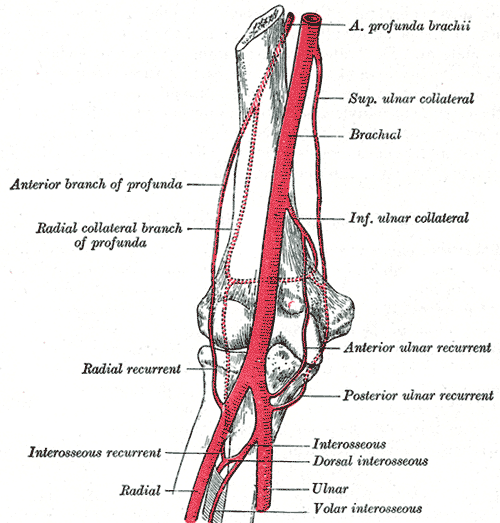
Schéma de la naissance de l'artère radiale et ses premières collatérales

### Exploration
- Elle est facilement accessible à la palpation.
- Son flux et ses parois peuvent être visualisées par une échographie-doppler vasculaire.
- Si besoin, on peut utiliser une artériographie.

### Utilisation en médecine
C'est une artère relativement superficielle et facilement perceptible. Elle peut de plus être facilement comprimée contre le plan osseux. C'est donc une voie d'abord artérielle de prédilection.
Elle peut être utilisée :
- pour le prélèvement de sang artériel, pour la mesure des gaz du sang ;
- comme abord pour mesurer une pression artérielle (dite « sanglante ») en y montant un petit cathéter relié à une tête de pression ;
- comme abord possible pour monter une sonde artérielle jusqu'au cœur pour un examen coronarographique, accompagnée ou non d'une angioplastie. Elle est utilisée depuis la fin des années 1990[1]. Il faut s'assurer de la fonctionnalité de l'arcade palmaire profonde afin de minimiser les conséquences d'une occlusion accidentelle de l'artère (test d'Allen qui est anormal dans moins de 6 % de la population[2], contre-indiquant théoriquement la voie radiale même si cela est controversé[3]). L'utilisation de cette technique permet un lever quasi immédiat, contrairement à la voie fémorale classique, un moindre risque hémorragique[4], et, éventuellement, une sortie rapide du patient[5]. Elle a cependant comme inconvénients par rapport à la voie fémorale classique une irradiation plus importante[6] et l'impossibilité de réaliser certains gestes comme la mise en place d'un ballon de contre-pulsion intra-aortique. L'utilisation de cette voie diffère suivant les pays : en 2008, elle concerne plus de la moitié des procédures en France, moins de quart en Allemagne et seulement quelques pour cent aux États-Unis[7]. Elle impose cependant une irradiation légèrement plus forte que pour une voie fémorale sans que cela ait une conséquence démontrée[8].
- comme greffon artériel de seconde intention lors d'un pontage aorto-coronarien : aux États-Unis, il s'agit de la deuxième artère utilisée dans ce cadre, bien avant l'artère thoracique interne droite[9]. La supériorité de cette technique sur l'emploi d'une veine saphène est controversée[10],[11]. Les résultats semblent cependant moins bon qu'une utilisation de l'artère mammaire interne droite[12].